# Framesemantiek
Framesemantiek is een subtheorie binnen de semantiek die een direct verband legt tussen betekenis in taalkundige zin en de kennis van de wereld waarover de spreker beschikt. Deze theorie is binnen het kader van de casusgrammatica uitgewerkt door Charles J. Fillmore
Centraal staat de gedachte dat de kennis van de wereld de vorm heeft van psychische representaties ofwel frames (Engels voor "kaders"). De betekenis van bijvoorbeeld afzonderlijke woorden wordt op haar beurt bepaald door deze frames, die een bepaald concept in de werkelijkheid vertegenwoordigen. Op deze manier ontstaan "semantische kaders". Een semantisch kader is een verzameling concepten waar een bepaald verband tussen bestaat, zodat het zonder kennis van het ene concept niet mogelijk is om wel kennis van het andere concept te hebben.  
De framesemantiek werd aanvankelijk alleen toegepast op lexemen. Later werd deze theorie uitgebreid naar meer complexe taalkundige eenheden zoals grammaticale constructies. De theorie vormt tevens een van de hoofdprincipes binnen de constructiegrammatica voor het analyseren van constructiebetekenissen. 